# Kanak Jha
Kanak Jha (* 19. června 2000 Milpitas, Kalifornie) je americký stolní tenista. Svoji profesionální kariéru odstartoval už v roce 2013 a v roce 2016 hrál ve dvouhře jako nejmladší reprezentant USA na LOH v Riu de Janeiru. Vypadl však už v předkole.
Nejvýše na světovém žebříčku ITTF byl řazen na 64. místě v červenci 2018, kdy byl také nejvýše řazeným hráčem USA.